# 데비 크로켓
데이비드 크로켓(David crockett, 1786년 8월 17일 ~ 1836년 3월 6일)은 미국의 군인, 정치가로서 미합중국 텍사스 독립을 지지했고 알라모 전투에서 전사했다. 미국의 전 국민이 관계된 영웅으로서 일반으로 데이비 크로켓(Davy Crockett)으로서 알려져 있다.

## 텍사스 반란 이전
데이비드 크로켓은 프랭클린 주 그린 식민지(현 테네시주 그린 카운티) 놀리처키 강 근처에서 9남매 중 다섯 번째 아들로서 태어났다. 크로켓이 태어났을 때 크랭클린 주로 자치한 상태였고 지금도 크로켓이 태어난 곳에 복제된 통나무집이 서 있으며, 지금은 크로켓 탄생지 국립공원 내에 있다. 데이비드 크로켓은 충분히 교육받을 수 없었다. 1813년에는 주의 민병대로 이후 대통령이 된 앤드루 잭슨과 인디언 학살에 가담했다. 1821년 9월 17일 연방 하원 의원으로서 테네시에서 당선(1830년 낙선)되었고 불법 체류자의 권리 획득에 진력했다. 1833년에는 자서전도 출판, 일약 유명인이 되었지만 1835년에는 낙선했다.

## 텍사스 반란
데이비드 크로켓은 하원 의원 시절에 친교가 깊었던 사무엘 휴스턴에게 영향을 받았다. 1836년 1월 14일에는 텍사스 임시 행정부와의 서류에 서명 후, 텍사스 반란에 정식으로 참가해 2월 6일에 알라모 요새를 수비하기 위해 샌안토니오에 도착했다. 2월 23일 시작된 알라모 전투는 지휘관 대령 윌리엄 트래비스 아래 교회 전면 목책 방어를 담당했으나 제임스 보위의 병세 악화와 원군이 오지 않아서 3월 6일에 요새 알라모는 함락되었다. 크로켓은 전투 도중 사망했거나, 멕시코 대통령 산타 안나에게 붙잡혀 처형된 것으로 알려져 있으며, 시신은 불태워져 1837년 발견되었다.

## 이미지

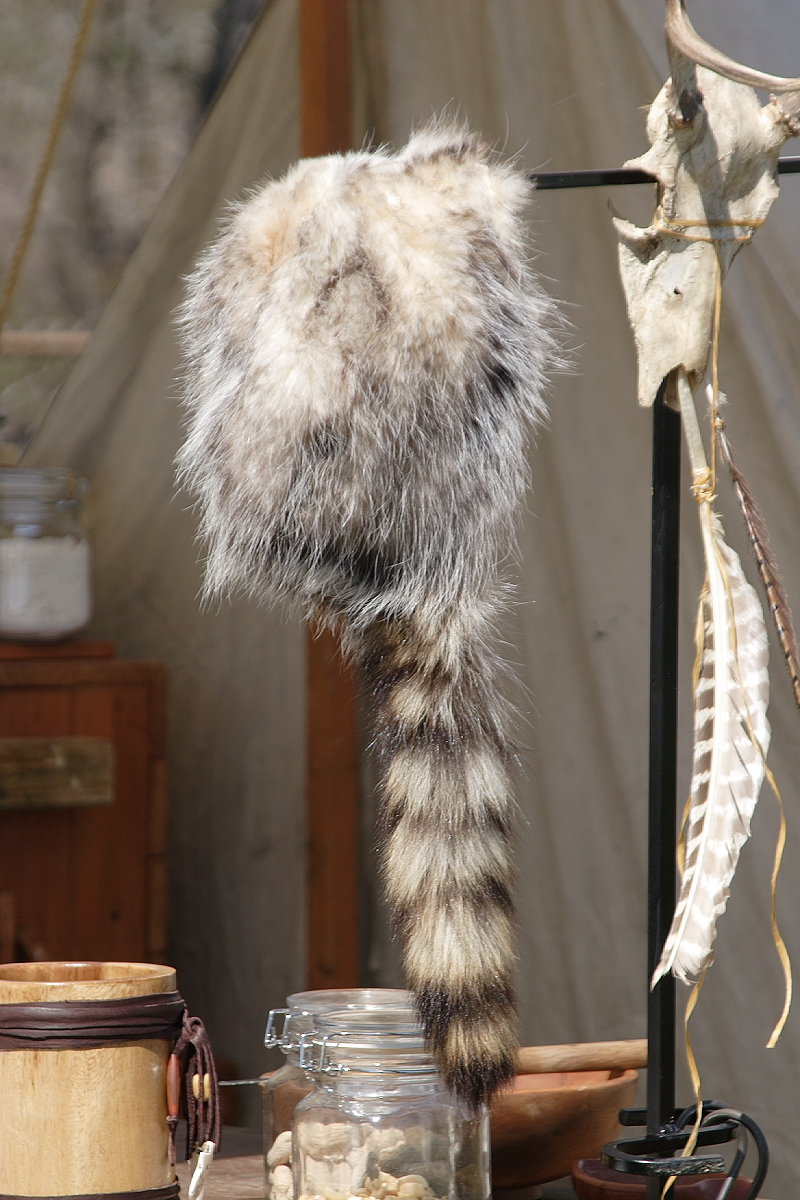
크로켓 모자

동시대에서 파격적인 서부 개척지의 인기는 이미지가 있고 지금도 구전된다.
동물 가죽 - 그 중에서도 너구리(라쿤/Raccoon)의 가죽으로 만든 스킨캡(Coonskin Cap)을 즐겨 입고 있어서 ‘크로켓 모자’라는 제품도 있다.
세 살 때 곰을 사냥했다는 전설은 노래로도 전래하며, 미국에서는 유명하다.

## 역대 선거 결과
| 선거명      | 직책명                       | 대수 | 정당          | 득표율 | 득표수  | 결과 | 당락                   |
| ----------- | ---------------------------- | ---- | ------------- | ------ | ------- | ---- | ---------------------- |
| 1825년 선거 | 하원의원 (테네시 제9선거구)  | 19대 | 잭슨파 민주당 | 38.06% | 2,595표 | 2위  | 낙선                   |
| 1827년 선거 | 하원의원 (테네시 제9선거구)  | 20대 | 잭슨파 민주당 | 49.14% | 5,868표 | 1위  | 테네시주 하원의원 당선 |
| 1829년 선거 | 하원의원 (테네시 제9선거구)  | 21대 | 국민공화당    | 63.86% | 6,783표 | 1위  | 테네시주 하원의원 당선 |
| 1831년 선거 | 하원의원 (테네시 제9선거구)  | 22대 | 국민공화당    | 48.22% | 7,948표 | 2위  | 낙선                   |
| 1833년 선거 | 하원의원 (테네시 제12선거구) | 23대 | 국민공화당    | 51.11% | 3,985표 | 1위  | 테네시주 하원의원 당선 |
| 1835년 선거 | 하원의원 (테네시 제12선거구) | 24대 | 휘그당        | 48.61% | 4,400표 | 2위  | 낙선                   |

## 같이 보기
- 프리메이슨 목록